# 長騎美眉
《長騎美眉》是三宅大志的日本漫畫作品，於2012年9月27日發售的一迅社漫畫雜誌《Comic REX》2012年11月號開始連載，授權東立出版社發行臺灣中文版單行本、布卡漫畫發行簡體中文電子漫畫版。2015年4月25日宣佈製作電視動畫，2016年10月首播。配音員沿用先前的廣播劇CD版陣容。

## 故事簡介
運動神經不好，無論做什麼事都無法堅持的亞美。對某日偶然看到小巧可愛的折疊腳踏車一見鍾情，深信這是「命運的相遇」的亞美用存下來的錢買下了「蹦太」，並開始和好朋友葵一起享受騎單車的樂趣。她也因此結識了同所大學的单车同好。在憧憬着學姊們口中風景和美食的亞美，因而展開向自我挑戰的腳踏車運動。

## 登場角色

### 「Fortuna」隊
倉田亞美（聲：（日）東山奈央；（港）楊婉潼）
大學1年級生。不擅長運動，是公認的「運動白痴」。
因為對可愛的折疊腳踏車一見鍾情，希望藉此充實自己並且讓其他人產生認同，從而開始決定騎腳踏車。
雖然會騎腳踏車，但缺乏關於腳踏車運動的知識，並不時對於腳踏車運動所需要花費的金錢感到驚訝。
擁有折疊單車r&m・BD-1和公路自行车FOCUS・Culebro SL 3.0。
新垣葵（聲：（日）五十嵐裕美；（港）石梓晴）
與亞美同年的青梅竹馬。運動神經優秀。其實個性十分怕羞、喜歡可愛的東西。
擁有踩單車經驗，也是亞美的單車領行人。
西條雛子（聲：（日）大久保瑠美；（港）羅婉楓）
大學3年級生，亞美與葵的學姐。特徵為金髮雙馬尾以及外露的小虎牙。
在亞美與葵進行初次腳踏車運動時和彌生主動幫忙沒吃東西而脫力的亞美，後來於大學中和亞美與葵再次相遇。
因為家裡是開中華料理店，所以很擅長烹飪，因母親的興趣，故被迫穿上短旗袍來接待客人。
擁有公路車Carrera Phibra
一之瀨彌生（聲：（日）黑澤由里香；（港）廖欣怡）
大學3年級生，與雛子是同學。特徵為紫色的波浪捲髮。
興趣是收藏單車零件。
家境富裕，亞美不少單車裝備都是她借出。
高宮紗希（聲：（日）日笠陽子；（港）莊巧兒）
大學3年級生。特徵為黑色馬尾髮。
重度的狂熱腳踏車愛好者，曾經獨自從千葉跑到九州，因為經常騎腳踏車旅行與打工而蹺掉大學課程，目前面臨留級的危機。擁有公路車Makino MK01。
「Fortuna」隊的命名人。食量驚人，是有名的大胃王。

### 其他關係者
佐伯美彌（聲：（日）楠田亞衣奈；（港）陳姻岐）
亞美的同學。個性沉穩且不愛說話。在動畫結局中加入了「Fortuna」隊。
羊駝單車店長（AlpacaCycle，聲：（日）東城咲耶子；（港）顧詠雪）
亞美等人經常光顧添購腳踏車相關用品的腳踏車店店長。經常戴著羊駝的頭套，並會在語尾加上「羊駝」一詞。
腳踏車咖啡店店主（聲：（日）津田健次郎）
腳踏車咖啡店「Allez」的店主。被叫做津田先生。
倉田惠美（聲：（日）渡部優衣；）
亞美的妹妹。
一之瀨葉月
彌生的妹妹。國中2年級，惠美的同班同學。小說的主角。
因姊姊彌生沉迷自行車，兩人因此產生了距離感也讓葉月感到相當寂寞，為此邀請了八重一起騎自行車，也希望有一天能和彌生一起騎車。
四方田八重
葉月的同班同學。
亞美媽媽（聲：（日）八重畑由希音；（港）姜嘉蕾）
結城千早
同亞美一起在多米餐廳工作的同事。

## 出版書籍

### 漫畫
本篇漫畫
| 集數 | 一迅社         | 一迅社                 | 一迅社                 | 東立出版社    | 東立出版社             |
| 集數 | 發售日期       | 通常版 ISBN            | 限定版 ISBN            | 發售日期      | ISBN                   |
| 本篇 | 本篇           | 本篇                   | 本篇                   | 本篇          | 本篇                   |
| ---- | -------------- | ---------------------- | ---------------------- | ------------- | ---------------------- |
| 1    | 2013年3月27日  | ISBN 978-4-7580-6367-8 | 不適用                 | 2015年5月18日 | ISBN 978-986-382-065-9 |
| 2    | 2013年10月26日 | ISBN 978-4-7580-6414-9 | 不適用                 | 2015年5月18日 | ISBN 978-986-382-066-6 |
| 3    | 2014年7月26日  | ISBN 978-4-7580-6446-0 | 不適用                 |               |                        |
| 4    | 2014年12月27日 | ISBN 978-4-7580-6482-8 | ISBN 978-4-7580-6447-7 |               |                        |
| 5    | 2015年5月27日  | ISBN 978-4-7580-6506-1 | ISBN 978-4-7580-6484-2 |               |                        |
| 6    | 2015年12月26日 | ISBN 978-4-7580-6561-0 | ISBN 978-4-7580-6562-7 |               |                        |
| 7    | 2016年6月27日  | ISBN 978-4-7580-6596-2 | ISBN 978-4-7580-6597-9 |               |                        |
| 8    | 2016年11月26日 | ISBN 978-4-7580-6633-4 | ISBN 978-4-7580-6634-1 |               |                        |
| 9    | 2017年7月27日  | ISBN 978-4-7580-6673-0 | ISBN 978-4-7580-6678-5 |               |                        |
| 外傳 |                |                        |                        |               |                        |
| 0    | 2014年5月27日  | ISBN 978-4-7580-6445-3 | 不適用                 |               |                        |
| 6.5  | 2016年5月27日  | ISBN 978-4-7580-6586-3 | 不適用                 |               |                        |

漫畫旅遊指南
| 集數 | 一迅社        | 一迅社                 |
| 集數 | 發售日期      | ISBN                   |
| ---- | ------------- | ---------------------- |
| 1    | 2013年7月27日 | ISBN 978-4-7580-6406-4 |
| 2    | 2014年6月27日 | ISBN 978-4-7580-6455-2 |
| 3    | 2015年7月25日 | ISBN 978-4-7580-6538-2 |
| 4    | 2017年3月27日 | ISBN 978-4-7580-6646-4 |

漫畫選集
| 集數 | 一迅社         | 一迅社                 |
| 集數 | 發售日期       | ISBN                   |
| ---- | -------------- | ---------------------- |
| 1    | 2016年12月27日 | ISBN 978-4-7580-6637-2 |

### 小說
- 原作：三宅大志／著：阿羅本景

| 集數 | 一迅社        | 一迅社                 |
| 集數 | 發售日期      | ISBN                   |
| ---- | ------------- | ---------------------- |
| 1    | 2016年6月27日 | ISBN 978-4-7580-6598-6 |

## 電視動畫
2016年10月開始播出電視動畫。首播第3話因為製作方面的原因，宣佈延期一周播出，第5話也因製作方面的原因延期，同時改為播放特別篇。第11、12話在2017年2月5日連同先前的集數一起播出。

### 製作人員
- 原作：三宅大志（一迅社《月刊Comic REX》連載）
- 監督：吉原達矢
- 系列構成：高橋奈津子
- 角色設計：普津澤時衛門
- 道具設計：山口飛鳥、田中克憲
- 總作畫監督：普津澤時衛門、實原登
- 總作畫監督補：逵村六、大高雄太
- 自行車監修動畫師：北島信幸
- 自行車作畫監督：
- 美術監督：小幡和寛
- 色彩設計：原田幸子、谷市裕一
- 美術監督：小幡和寬（Stereotype）
- 攝影監督：淺川茂輝（Raretrick）
- 3D監督：內山正文（雲雀工作室）
- 編輯：吉武將人
- 音響監督：森下廣人（葉音）
- 音樂：堤博明
- 音樂製作人：木皿陽平
- 企劃：森本浩二、小倉充俊
- 製作人：石井宏一、福良啓、杉田敦、河西正文、山崎史紀、木皿陽平、大室正勝
- 動畫製作人：丸山俊平
- 動畫製作：Actas
- 製作：長騎美眉製作委員會

### 主題曲
片頭曲「♡km/h」
作詞：meg rock，作曲、編曲：y0c1e，主唱：Ray
片尾曲
作詞、作曲：影山浩宣，編曲：宮崎誠
主唱：Fortuna隊〔倉田亞美（東山奈央）、新垣葵（五十嵐裕美）、西條雛子（大久保瑠美）、一之瀨彌生（黑澤由里香）、高宮紗希（日笠陽子）〕
插曲
（第9話）
作詞、主唱：Ray，作曲、編曲：板倉孝德
「Starting up」（第12話）
作詞、作曲：rino，編曲：h-wonder，主唱：ChouCho

### 各話列表
| 話數   | 日文標題 | 中文標題           | 劇本       | 分鏡              | 演出              | 作畫監督                                                                | 片尾插畫    |
| ------ | -------- | ------------------ | ---------- | ----------------- | ----------------- | ----------------------------------------------------------------------- | ----------- |
| 第1話  |          | 小小的奇蹟         | 高橋奈津子 | 吉原達矢          | 吉原達矢          | 、大高雄太 普津澤時衛門、實原登                                         |             |
| 第2話  |          | 在沿海線騎自行車   | 高橋奈津子 |                   |                   | 、實原登 大高雄太、島崎克實                                             | 戶部淑      |
| 第3話  |          | 嶄新的世界         | 高橋奈津子 |                   |                   | 實原登、大高雄太 、北條真純 山下秋湖、 普津澤時衛門                     | Hato Popoko |
| 第4話  |          |                    | 高橋奈津子 | 飯田薰久          | 飯田薰久          | 青木真理子、實原登 大高雄太、逵村六                                     | 羊箱        |
| 特別篇 |          | 我的自行車專輯     | 不適用     | 不適用            | 佐藤裕之          | 不適用                                                                  | 大川bkub    |
| 第5話  |          | 發生改變的世界     | 岡田邦彥   | 吉原達矢          | 相浦和也 吉原達矢 | 實原登、砂川貴哉 大高雄太、逵村六 大野勉、沼田廣 鳥島冬美 Cha Sang Hoon | 谷東        |
| 第6話  |          | 福爾圖娜           | 成田良美   | 大平直樹 吉原達矢 | 前園文夫          | 小林一三                                                                | CHAN×CO     |
| 第7話  |          | 車隊的牽絆         | 岡田邦彥   | 內藤明吾          | 飯村正之          | 森悅史、柳瀨雄之 飯飼一幸、大野勉 瀧澤茉夕、沼田廣                      | 十月十日    |
| 第8話  |          | 廣闊的世界         | 高橋奈津子 | 內藤明吾 相浦和也 | 加藤顯            | 細山正樹、青木真理子 高田三郎、輿石曉 YU HYUN JIN                       |             |
| 第9話  |          | 安曇野秋季賽！前篇 | 成田良美   | 飯田薰久          | 飯田薰久 古賀一臣 | 小林一三、伊藤岳史 沼田廣                                               | Tiv         |
| 第10話 |          | 安曇野秋季賽！後篇 | 成田良美   | 大平直樹          | 飯村正之          | 小林一三、伊藤岳史 實原登、 吉本雅一、田中宏紀 大高雄太                 | 武梨繪里    |
| 第11話 |          | 街道動起來的瞬間   | 岡田邦彥   | 高木真司 內藤明吾 | 大平直樹          | 伊藤岳史、逵村六 大西秀明                                               | 槌居        |
| 第12話 |          | 長騎美眉           | 高橋奈津子 | 吉原達矢 內藤明吾 | 吉原達矢          | 伊藤岳史、澤木巳登理                                                    | 三宅大志    |

### 播放電視台
日本深夜動畫：下文記載的日本国内播放時間使用日本標準時間（UTC+9）表示。因為部分時間标识會採用30小时制，因此請留意这类超过24:00的时间，其實際播放時間為翌日清晨。
| 播放地區 | 播放電視台 | 播放日期                | 播放時間（UTC+9）         | 所屬聯播網 | 備註                      |
| -------- | ---------- | ----------------------- | ------------------------- | ---------- | ------------------------- |
| 日本全國 | AT-X       | 2016年10月8日－12月24日 | 星期六 21時00分－21時30分 | 東京電視網 | 製作委員會方式參與 有重播 |
| 東京都   | TOKYO MX   | 2016年10月8日－12月24日 | 星期六 22時30分－23時00分 | 獨立局     |                           |
| 京都府   | 京都放送   | 2016年10月8日－12月24日 | 星期六 22時30分－23時00分 | 獨立局     |                           |
| 兵庫縣   | SUN電視台  | 2016年10月8日－12月24日 | 星期六 22時30分－23時00分 | 獨立局     |                           |
| 日本全國 | BS11       | 2016年10月8日－12月24日 | 星期六 27時30分－28時00分 | 衛星電視   | 『ANIME+』時段            |

| 播放地區 | 播放電視台 | 播放日期               | 播放時間（UTC+9）             | 所屬聯播網 | 備註                                          |
| -------- | ---------- | ---------------------- | ----------------------------- | ---------- | --------------------------------------------- |
| 日本全國 | AT-X       | 2017年2月5日           | 星期日 13時00分－19時00分     | 東京電視網 | 製作委員會方式參與 以馬拉松形式連續播出全12話 |
| 東京都   | TOKYO MX   | 2017年2月6日－2月7日   | 星期一、二 25時40分－26時10分 | 獨立局     | 連續兩天播出                                  |
| 日本全國 | BS11       | 2017年2月12日          | 星期日 27時00分－28時00分     | 衛星電視   | 『ANIME+』時段 連續2話的方式播出              |
| 京都府   | 京都放送   | 2017年2月18日－2月25日 | 星期六 24時00分－24時30分     | 獨立局     |                                               |
| 兵庫縣   | SUN電視台  | 2017年2月18日－2月25日 | 星期六 26時00分－26時30分     | 獨立局     |                                               |

| 發佈         | 發佈日期                 | 發佈時間                  | 備註                                                              |
| ------------ | ------------------------ | ------------------------- | ----------------------------------------------------------------- |
| 萬代頻道     | 2016年10月8日－12月24日  | 星期六 22時30分 更新      | 2017年1月29日起1週內免費 付費會員可全部收看                       |
| AbemaTV      | 2016年10月8日－12月24日  | 星期六 22時30分－23時00分 | 與地上波同步發佈 有重播                                           |
| GYAO！       | 2016年10月8日－12月24日  | 星期六 23時00分 更新      | 第1話免費，第2話之後於2017年1月29日起1週內免費 付費會員可全部收看 |
| NICONICO直播 | 2016年10月15日－12月31日 | 星期六 22時00分－22時30分 | 晚1週進行發佈                                                     |

| 發佈         | 發佈日期      | 發佈時間                                            | 備註                              |
| ------------ | ------------- | --------------------------------------------------- | --------------------------------- |
| AbemaTV      | 2017年2月5日  | 星期日 15時00分－20時00分                           | 以馬拉松形式連續播出全12話 有重播 |
| 萬代頻道     | 2017年2月5日  | 配信開始時間未定                                    |                                   |
| NICONICO直播 | 2017年2月12日 | 星期日 22時00分－22時30分 星期日 22時30分－23時00分 | 晚1週進行發佈                     |

| 播放地區 | 播放電視台  | 播放日期                         | 當地播放時間        | 所屬聯播網   | 備註                                                        |
| -------- | ----------- | -------------------------------- | ------------------- | ------------ | ----------------------------------------------------------- |
| 臺灣     | i-Fun動漫台 | 1-10集：2016年10月11日－12月27日 | 星期二 21:00－21:30 | 中華電信MOD  | 緊貼日本首播進度 UTC+8、繁體中文字幕 逢週日11:30、21:30重播 |
| 香港     | ViuTV       | 2017年9月2日－                   | 星期六 17:00－17:30 | 數碼地面電視 | UTC+8、粵日雙語 繁體中文字幕 藍光修正版本                   |

### BD / DVD
| 卷數 | 發售日期       | 收錄話數       | 規格編號  | 規格編號  |
| 卷數 | 發售日期       | 收錄話數       | BD        | DVD       |
| ---- | -------------- | -------------- | --------- | --------- |
| 1    | 2016年12月21日 | 第1話、第2話   | GNXA-1901 | GNBA-2541 |
| 2    | 2017年2月22日  | 第3話、第4話   | GNXA-1902 | GNBA-2542 |
| 3    | 2017年3月24日  | 第5話、第6話   | GNXA-1903 | GNBA-2543 |
| 4    | 2017年4月24日  | 第7話、第8話   | GNXA-1904 | GNBA-2544 |
| 5    | 2017年5月24日  | 第9話、第10話  | GNXA-1905 | GNBA-2545 |
| 6    | 2017年6月28日  | 第11話、第12話 | GNXA-1906 | GNBA-2546 |

### 網路廣播
以《長騎美眉 Raido Flèche》（ろんぐらいだぁす!らじおフレッシュ）為標題，2016年10月1日起發佈於音泉。每週星期六更新。主持人東山奈央（飾 倉田亞美）、日笠陽子（飾 高宮紗希）。
來賓
- 第4回：大久保瑠美（飾 西條雛子）
- 第6回：Ray
- 第8回：黑澤由里香（飾 一之瀨彌生）
- 第10回：東城咲耶子（飾 AlpacaCycle店長）

### 來源
1. ↑  . 日本亞馬遜.   [2016年5月1日]. （原始内容存档于2019年7月10日） （日语）.
2. ↑  . 宅宅新聞.   [2015年5月19日]. （原始内容存档于2020年10月28日）.
3. 1 2 3 4 5 6 7 8  . Comic Natalie. 2015-11-06  [2015-11-06]. （原始内容存档于2017-07-08） （日语）.
4. 1 2 3 4 5  .   [2016年12月4日]. （原始内容存档于2021年1月16日） （日语）.
5. ↑  . livedoor. 2016年5月14日  [2016年5月14日]. （原始内容存档于2016年8月5日） （日语）.
6. ↑  . KAI-YOU.net. 2016年10月21日  [2016年10月23日]. （原始内容存档于2016年10月23日） （日语）.
7. ↑  . 電視動畫《長騎美眉》官方網站. 長騎美眉製作委員會. 2016-11-05  [2016-11-05]. （原始内容存档于2016-11-05） （日语）.
8. ↑  . アニメイトタイムズ. 2016-12-08  [2016-12-08]. （原始内容存档于2020-04-13） （日语）.
9. ↑  .   [2016-09-16]. （原始内容存档于2020-04-13） （日语）.
10. . 2017-01-13  [2017-02-06]. （原始内容存档于2020-11-12） （日语）.

## 外部連結
- 一迅社WEB | 長騎美眉（日語）
- 《長騎美眉》的官方的X（前Twitter）（日語）
- 電視動畫《長騎美眉》官方網站 （页面存档备份，存于）（日語）
- 電視動畫《長騎美眉》的X（前Twitter）（日語）